# Heinrich Sudermann
Heinrich Sudermann (Keulen, 31 augustus 1520 - Lübeck, 7 september 1591) was een Duits jurist die de eerste syndicus van de Hanze werd.

## Biografie

### Vroege jaren
Heinrich Sudermann werd op 31 augustus 1520 geboren als de zoon van Hermann Sudermann en Ursula Huype. Hij stamde uit een welvarende patriciërsfamilie die afkomstig was uit Dortmund waarvan in de vijftiende eeuw een tak neerstreek in Keulen. Hij studeerde letteren aan de Universiteit van Keulen en in Frankrijk en Italië schoolde hij zich in de rechtsgeleerdheid en werd hij doctor in de rechten. Hij ging vervolgens werken voor het Rijkskamergerecht in Spiers en als juridisch adviseur in Keulen. Sudermann behartigde ook de belangen van Keulen op de Hanzedagen en ook die van de Hanze zelf ten opzichte van de Engelse en Nederlandse machtshebbers. Hij zou tussen 1553 en 1556 Keulen vertegenwoordigen. Hij schreef diverse juridische stukken over de positie en privileges van de Hanze in Engeland en ook schreef hij de nieuwe statuten voor de Kontor in Londen.

### Syndicus
In 1556 besloot de Hanze om een permanente ambtsdrager te benoemen en zij kozen toen voor Heinrich Sudermann als eerste Syndicus. Aanvankelijk was dit slechts voor een periode van zes jaar. Zijn aanstelling werd in de loop der jaren verlengd en in 1576 werd het een benoeming voor het leven. Toen de privileges van de Hanze werden opgeheven door koningin Elizabeth I van Engeland probeerde hij steun te krijgen van het Heilig Roomse Rijk voor tegenmaatregelen. Daarnaast maakte Sudermann zich sterk voor de bouw van een groot Hanzehuis in Antwerpen en de overdracht van de Brugse privileges naar Antwerpen.
In zijn periode als syndicus trachtte Sudermann de neergang van de Hanze te stoppen en de onderlinge banden aan te halen. Hij ondernam ongeveer vijftig diplomatieke missies naar diverse Europese steden en hij woonde ook de vele Hanzedagen bij. Hij overleed kort na zijn 71ste verjaardag in Lübeck. Hij was getrouwd geweest met de Keulse burgemeestersdochter Gude von Rodenkirchen bij wie hij zes kinderen kreeg. Na zijn dood werd Sudermann als syndicus opgevolgd door Johannes Domann.